# Kidenkan (Likiep)
Kidenkan ist ein kleines Motu des Likiep-Atolls der pazifischen Inselrepublik Marshallinseln.

## Geographie
Kidenkan liegt zusammen mit den kleineren Motu Aubanuku und Anenaan im nördlichen Riffsaum des Likiep-Atolls, zwischen Anejaej im Osten und der Westspitze bei Malle. Die Insel ist unbewohnt.